# اشک‌های یک دلقک
اشک‌های یک دلقک (به انگلیسی: Tears of a Clown) نمایشی از مدونا خواننده آمریکایی بود که برای اولین بار در سالن تئاتر فروم در ملبورن استرالیا در ۱۰ مارس ۲۰۱۶ برگزار شد. این خواننده در طول پنج تور کنسرت قبلی خود، تا تور قلب سرکش (۲۰۱۵–۲۰۱۶)، هیچ توری شامل استرالیا نشده بود، بنابراین او این برنامه را برای طرفداران استرالیایی خود ایجاد کرد، زیرا آنها مدت زیادی منتظر بودند تا او در آنجا اجرا کند. مدونا توضیح داد که ایده اشک‌های یک دلقک ترکیب موسیقی و داستان سرایی بود که تحت تأثیر دلقک‌ها قرار گرفت. بلیت‌های اولین نمایش در اختیار اعضای باشگاه رسمی هواداران مدونا، آیکون، قرار گرفت و غیرقابل انتقال بود و نام شخص روی آن چاپ شده بود.
اولین نمایش اشک‌های یک دلقک با چهار ساعت تأخیر آغاز شد و این تأخیر به دلیل تمرین مدونا بود. این شامل مدونا بود که نسخه‌های آکوستیک آهنگ‌هایش را در حالی که لباس یک دلقک به تن داشت، می‌خواند و خواننده جوک‌ها و حکایات را می‌گفت. اشک‌های یک دلقک نقدهای مثبتی از سوی منتقدان دریافت کرد که از ماهیت اعتراف‌آمیز اجرای خواننده و انتخاب آهنگ‌ها و کمدی استقبال کردند. مدونا گزارش‌هایی مبنی بر مست بودن خود روی صحنه را تکذیب کرد و آنها را نادرست و جنسیت زده خواند.